# Aname atra
Aname atra es una especie de araña del género Aname, familia Nemesiidae. Fue descrita científicamente por Strand en 1913.
Se distribuye por Australia. La especie se mantiene activa durante los meses de marzo y abril. Mide aproximadamente 24 milímetros de longitud.